# Rock A Japonica
Rock A Japonica (яп. ロッカジャポニカ Рокка Дзяпоника, название стилизуется по-англ. как ROCK A JAPONICA) — японская идол-группа в ведении агентства по поиску талантов Stardust Promotion.
Была сформирована в 2015 году в составе 5 девочек из тренировочного подразделения 3B Junior (из всего 26-ти девушек в нём на тот момент). В группу вошли: Ами Утияма, Рина Найто, Рука Сиина, Тихо Таки и Мисато Хирасэ.
Название группы — от словосочетания «to rock Japan» и подразумевает намерение этого музыкального коллектива «встряхнуть», «произвести впечатление на», «завести» свою страну Японию.

## Состав
- Ами Утияма (яп. 内山あみ), born 17 января 2000 (25 лет)
- Рина Найто (яп. 内藤るな), born 23 декабря 2000 (24 года)
- Рука Сиина (яп. 椎名るか), born 28 июля 2001 (23 года)
- Тихо Такаи (яп. 高井千帆), born 20 ноября 2001 (23 года)
- Мисато Хирасэ (яп. 平瀬美里), born 6 августа 2002 (22 года)

Примечание:
Ами Утияма — бывшая участница группы Kagajo 4S (яп. KAGAJO☆4S), остальные четыре девушки — бывшие участницы группы Minicheer Bears (яп. みにちあ☆ベアーズ).

## Дискография

### Синглы
| № | Название                               | Дата выпуска   | Чарты      |
| № | Название                               | Дата выпуска   | JPN Oricon |
| - | -------------------------------------- | -------------- | ---------- |
| 1 | «World Piece» (яп. ワールドピース)     | 27 января 2016 | 15         |
| 2 | «Kyouka Shock!» (яп. 教歌SHOCK!)       | 6 июля 2016    | 5          |
| 3 | «Dakedo Yumemiru» (яп. だけどユメ見る) | 23 ноября 2016 | 8          |

## Видеоклипы
| Номер сингла | Название          | Официальное видео на YouTube |
| ------------ | ----------------- | ---------------------------- |
| 1            | «World Piece»     | смотреть                     |
| 2            | «Kyouka Shock!»   | смотреть                     |
| 3            | «Dakedo Yumemiru» | смотреть                     |